# Чемпіонат України з футболу серед жінок 1995: вища ліга
Чемпіонат України з футболу 1995 року серед жінок: вища ліга — 4-й чемпіонат України з футболу, який проводився серед жіночих колективів. Турнір стартував 5 травня, а закінчився 9 жовтня 1995 року матчем за перше місце між ФК «Варна» (Донецьк) та київською «Аліною». Перемогу в цьому матчі з рахунком 2:1 здобула донецька команда, завдяки чому вдруге поспіль стала переможницею чемпіонату України.

## Учасники
У чемпіонаті в 1995 році брали участь 9 команд. У порівнянні з минулим сезоном чемпіонат залишили срібний призера луганська «Юніса», а також київського «Динамо», кіровоградська «Краянка» та луганська «Есміра». Новачками чемпіонату стали київський «Спартак» і львівська «Гармонія».
| Клуб         | Місто     |
| ------------ | --------- |
| Аліна        | Київ      |
| Гармонія     | Львів     |
| Донецьк      | Донецьк   |
| Іскра        | Запоріжжя |
| Лада         | Миколаїв  |
| Легенда      | Чернігів  |
| Спартак      | Київ      |
| Сталь        | Макіївка  |
| Чорноморочка | Одеса     |

## Турнірна таблиця
| М | Команда        | І  | В  | Н | П  | РМ    | О  |
| - | -------------- | -- | -- | - | -- | ----- | -- |
| 1 | «Аліна»*       | 16 | 13 | 2 | 1  | 51−6  | 41 |
| 2 | «Донецьк»*     | 16 | 13 | 2 | 1  | 34−3  | 41 |
|   | «Спартак»      | 16 | 8  | 5 | 3  | 36−12 | 29 |
| 4 | «Легенда»      | 16 | 8  | 2 | 6  | 23−16 | 26 |
| 5 | «Сталь»        | 16 | 7  | 4 | 5  | 21−14 | 25 |
| 6 | «Чорноморочка» | 16 | 4  | 2 | 10 | 18−20 | 14 |
| 7 | «Лада»         | 16 | 4  | 2 | 10 | 10−22 | 14 |
| 8 | «Іскра»        | 16 | 3  | 3 | 10 | 6−36  | 12 |
| 9 | «Гармонія»     | 16 | 1  | 0 | 15 | 2−72  | 3  |

Примітка: * позначені команди, які взяли участь у матчі за 1-е місце

## Результати матчів
| Команда           | АЛІ  | ДОН | СПА | ЛЕГ | СТА  | ЧОР | ЛАД | ІСК | ГАР  |
| ----------------- | ---- | --- | --- | --- | ---- | --- | --- | --- | ---- |
| 1. «Аліна»        |      | 2:0 | 3:3 | 1:0 | 6:1  | 1:0 | 5:0 | 5:0 | 3:0  |
| 2. «Донецьк»      | 2:0  |     | 3:0 | 1:0 | 1:0  | 3:1 | 3:0 | 2:0 | +:-  |
| 3. «Спартак»      | 0:1  | 0:0 |     | 3:0 | 0:0  | 0:0 | +:- | 4:1 | 11:0 |
| 4. «Легенда»      | 0:2  | 0:2 | 1:1 |     | 2:1  | 3:0 | 5:0 | 3:0 | +:-  |
| 5. «Сталь»        | 0:0  | 0:0 | 1:0 | 2:1 |      | 3:0 | 1:0 | 1:0 | +:-  |
| 6. «Чорноморочка» | 0:1  | 0:4 | 0:3 | 0:1 | 3:0  |     | 0:0 | -:+ | 6:0  |
| 7. «Лада»         | 0:1  | -:+ | 0:1 | 1:3 | 1:0  | 0:1 |     | 1:1 | 1:0  |
| 8. «Іскра»        | 0:9  | 0:6 | 1:2 | 1:1 | 0:0  | 1:0 | 1:2 |     | +:-  |
| 9. «Гармонія»     | 0:11 | 0:7 | 1:8 | 1:3 | 0:11 | 0:7 | 0:4 | +:- |      |